# Tangara cayana
Tangara cayana е вид птица от семейство Тангарови (Thraupidae).

## Разпространение
Видът е разпространен в Аржентина, Боливия, Бразилия, Венецуела, Гвиана, Колумбия, Парагвай, Перу, Суринам и Френска Гвиана.